# Ворожейкина, Татьяна Евгеньевна
Татьяна Евгеньевна Ворожейкина (род. 13 июля 1953, Москва, РСФСР, СССР) — российский политолог, преподаватель, специалист по политическим процессам стран Латинской Америки.

## Образование
В 1975 году окончила исторический факультет Московского государственного университета имени М. В. Ломоносова, специализировалась по кафедре новой и новейшей истории. Ученица Кивы Майданика.

## Научно-педагогическая деятельность
В 1977—1999 годах работала в Институте мировой экономики и международных отношений (ИМЭМО) АН СССР (затем — РАН) под началом Георгия Ильича Мирского. С 1996 года — преподаватель Московской высшей школы социальных и экономических наук (МВШСЭН), где также являлась заместителем декана, а в 2001—2005 годах — деканом факультета политической науки. Была приглашенным профессором Института экономической и социальной истории Университета Буэнос-Айреса, Института международных отношений Католического университета Рио-де-Жанейро, Школы международных исследований Университета штата Вашингтон (США), Социологического института Университета Цюриха (Швейцария). В 2007 году — стипендиат Сахаровской программы по правам человека Дэйвисовского центра российских и евразийских исследований Гарвардского университета. С сентября 2012 года — ведущий научный сотрудник Левада-Центра.
Постоянный участник заседаний, круглых столов и дискуссий, устраиваемых журналом «Отечественные записки», фондом «Либеральная миссия», Московским Центром Карнеги, фондом Макартуров в России, Горбачёв-Фондом, Левада-Центром, публичных лекциях «Полит.ру» и других. В 2004 году была организатором международной научной конференции «Пути России» при МВШСЭН. Осенью 2007 года — зимой 2008 года вела ежемесячный научно-практический семинар в музее и общественном центре имени А. Д. Сахарова, в работе которого принимают участие многие известные российские политологи, социологи и другие специалисты. Член организационного комитета Ходорковских чтений. Член редакционного совета журнала «Вестник общественного мнения».
Работы Татьяны Ворожейкиной регулярно появляются на страницах таких российских общественно-политических изданий как «Pro et Contra», «Вестник общественного мнения» «Отечественные записки», The New Times, Новая газета и др.
Автор и преподаватель учебных курсов в МВШСЭН:
- Современные политические системы.
- Экономическая либерализация и политическая демократизация: сравнительный анализ современных процессов в Латинской Америке и России.
- Государство и общество: Россия и страны Латинской Америки в XX веке.
- Политические системы в России и СССР в XX веке.
- Сравнительная политика (в 2 частях).

В марте 2014 года подписала обращение против политики российской власти в Крыму.
Муж — историк Игорь Долуцкий.

## Труды
- The Third World in Public Opinion and Russian Foreign Policy, 1993;
- Clientelism and the Process of Political Liberalization in Russia, 1994;
- Социальные последствия российских реформ в свете опыта Латинской Америки, 1995;
- Специфика гражданского общества в Аргентине, 1996;
- Латинская Америка и Россия (опыт сравнительного политического анализа).
- Государство и общество в России и Латинской Америке, 2001;
- Civil Society and the State: Russia through Latin American Lens, 2002;
- Глядя назад: возможные альтернативы в развитии перестройки, 2005;
- Политические системы в России и СССР в XX веке, в 4 томах (в соавторстве с И. И. Долуцким), 2008.

## Интервью
- Татьяна Ворожейкина и Лев Шлосберг: «Куда уходят диктатуры» / Люди мира // ГражданинЪ TV. 2 сентября 2022.